# Justin Welby

Wapen van de aartsbisschop van Canterbury

Justin Portal Welby (Londen, 6 januari 1956) is een Brits geestelijke en voormalig primaat van de Anglicaanse Kerk.

## Ouders en jeugdjaren
De vader van Justin Welby was sir Anthony Montague Browne, de laatste privésecretaris van Winston Churchill. Welby kwam daar pas in 2016 achter, na een dna-test. Tot dan geloofde hij dat Gavin Bramhall James Welby (1910-1977) zijn vader was, die geboren werd als Bernard Gavin Weiler in Ruislip, West Londen, en de zoon was van een Joodse immigrant. Zijn moeder is Jane Gillian (geboren Portal), de latere lady Williams of Elvel. Welby's ouders scheidden in 1959 en zijn moeder hertrouwde in 1975 met baron Charles Williams, die in 1985 lid werd van het Hogerhuis.
Welby volbracht zijn lagere en middelbare studies achtereenvolgens aan St Peter's School, Seaford en Eton College. In Trinity College, Cambridge behaalde hij een Master of Arts in geschiedenis en in de rechten.

## Loopbaan
Hij begon daarop aan een carrière in de olieindustrie. Gedurende vijf jaar werkte hij in Parijs voor de Franse vennootschap Elf Aquitaine. In 1984 verhuisde hij naar Londen waar hij treasurer werd van de olie exploratiegroep Enterprise Oil PLC. Hij was er voornamelijk betrokken bij de projecten in West-Afrika en in de Noordzee.

## Priester en bisschop
Tijdens zijn loopbaan in de olieindustrie werd Welby lid van de Anglicaanse kerk in de parochie van Holy Trinity in Brompton, Londen.
In 1989 begon Welby aan priesterstudies in St John's College, Durham. Aanvankelijk werd hij hiervoor geweigerd door de bisschop van Kensington die verklaarde dat er voor hem geen plaats was in de Church of England. Hij werd vervolgens toch aanvaard, met de steun van de pastoor van zijn parochie in Brompton.
Van 1989 tot 1992 studeerde hij theologie in Cranmer Hall and St John's College Durham, waar hij de passende diploma's behaalde. Hij werd vervolgens aangesteld als pastoor in Chilvers Coton en in St Mary the Virgin, Astley (Nuneaton). In 1995 werd hij rector van St James' Church, Southam en vervolgens vicar van St Michael and All Angels, Ufton, bisdom Coventry, tot in 2002.
In 2002 werd Welby kanunnik in Coventry Cathedral en mededirecteur van de International Centre for Reconciliation. In 2005 werd hij deken van de kathedraal. In december 2007 werd hij deken van de kathedraal van Liverpool.
In oktober 2011 werd Welby benoemd tot bisschop van Durham.

## Aartsbisschop
Op 9 november 2012 werd Welby door de Britse regering tot aartsbisschop van Canterbury benoemd. Op 10 januari 2013 volgde zijn formele verkiezing door de clerus tijdens een ceremonie in Canterbury Cathedral. Hij trad officieel in functie op 4 februari 2013, ter gelegenheid van een ceremonie in St Paul's Cathedral waarop de deken van Canterbury voor een commissie van senior bisschoppen kwam bevestigen dat het kapittel van kanunniken Welby had verkozen als toekomstige aartsbisschop van Canterbury. Publiek begon zijn ministerie echter pas na de intronisatieceremonie op 21 maart 2013 in de kathedraal van Canterbury.
Welby behoort tot de Evangelische traditie binnen de Anglicaanse kerk.
Op 6 mei 2023 kroonde aartsbisschop Welby Charles III en Camilla als koning en koningin van het Verenigd Koninkrijk in de Westminster Abbey.
In sommige van zijn artikelen onderzocht Welby de relatie tussen financies en religie. Als lid van de House of Lords zetelde hij in de in 2012 opgerichte parlementaire 'Commission on Banking Standards'. 
Op 12 november 2024 kondigde Welby zijn ontslag aan als aartsbisschop van Canterbury na een rapport over seksueel misbruik binnen de Engelse kerk. Welby had verzuimd de politie te informeren over een kindermisbruiker die 40 jaar actief was geweest. Koning Charles III gaf toestemming voor zijn ontslag. Volgens Welby moet hij verantwoording afleggen voor de gemaakte fouten. Welby vervulde zijn taken als aartsbisschop van Canterbury tot middernacht op 7 januari 2025. 

## Overtuigingen
Welby heeft verklaard dat hij in zijn geloofsovertuiging beïnvloed werd door de benedictijnen en de franciscanen binnen de Anglicaanse kerk en door de sociale leer van de katholieke kerk.
Welby is voorstander van de priesterwijding voor vrouwen. Er wordt verwacht dat zijn benoeming de weg zal openen naar het benoemen van vrouwen tot bisschop.
Hij deelt de oppositie van de Church of England tegen het homohuwelijk. Anderzijds sprak hij zich sterk uit tegen homofobie.

## Privé
Welby is getrouwd met Caroline Eaton en ze hebben zes kinderen. In 1983 overleed Johanna, hun dochtertje van zeven maanden, in een auto-ongeval in Frankrijk.
Zelf ontving hij een bevoorrechte opvoeding, maar zond zijn kinderen naar het staatsonderwijs.

## Publicaties
- Managing the Church?: Order and Organisation in a Secular Age
- Explorations in Financial Ethics.
- Can Companies Sin?: "Whether", "How" and "Who" in Company Accountability, Grove Books, 1992